# 西フロリダ

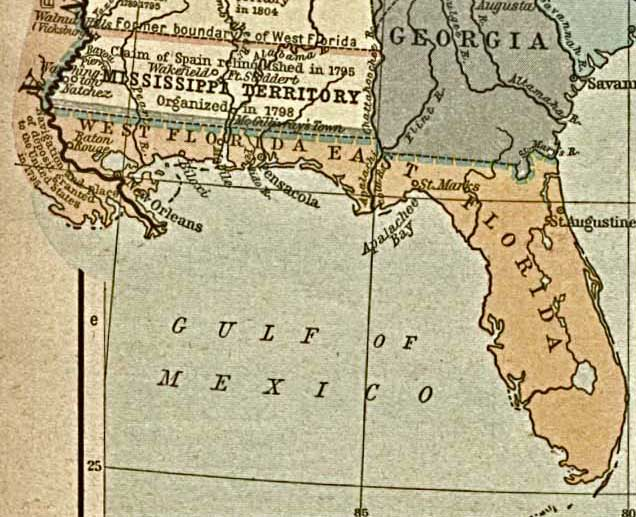
1800年代初期の東フロリダと西フロリダ

西フロリダ（英:West Florida）は、メキシコ湾北岸の東西に広い地域であり、18世紀後半から19世紀初頭にその地域を表すために使われた名前である。その歴史において何回も境界と支配者が変わった。この地域を統治したのはフランス、スペイン、イギリスおよびアメリカ合衆国であり、一時期ではあるが西フロリダ共和国として独立し、また南北戦争の時はアメリカ連合国に属した。最終的にはアメリカ合衆国が地域全体を統治し、現在ではルイジアナ州、ミシシッピ州、アラバマ州およびフロリダ州の一部となっている。

## 戦争の駒

拡張された西フロリダ 1767年

西フロリダは、1682年から1763年まで、東部のスペインと西部のフランスに分かれて統治されていた。スペインはフロリダ植民地の一部としてペンサコーラに拠点を置いていた。フランスはフランス領ルイジアナの一部としてモービルを拠点としていた。フランス領ルイジアナは、ヌーベルフランスの一部とも考えられた。七年戦争（フレンチ・インディアン戦争）を終結させるパリ条約の交渉において、イギリスはスペイン領フロリダとフランス領ルイジアナの一部を譲り受けた。フランス領ルイジアナの一部とは、ミシシッピ川とペルディド川の間でポンチャートレイン湖の北の地域であった。フランスは別の条約でルイジアナの残りをスペインに割譲した。イギリスはその領土を東フロリダと西フロリダに分割した。東フロリダは現在のフロリダ州にほぼ相当し、西フロリダはミシシッピ川とポンチャートレイン湖を西の境界に、北緯31度線を北の境界に、アパラチコラ川を東の境界にしていた。西フロリダの首都はペンサコーラとし、1763年11月の知事はジョージ・ジョンストンであった。
1764年、イギリスは北部境界を北へ動かし、ヤズー河口から東にチャッタフーチー川まで、北緯32°28'に設定し、現時のミシシッピ州とアラバマ州の南部およそ3分の1を含むことになった。アメリカ独立戦争の間、知事はピーター・チェスターであった。フロリダ駐在イギリス軍の指揮官はジョン・キャンベル・オブ・ストラチャーであった。
アメリカ独立戦争を終結させる1783年のパリ条約で、イギリスはフロリダをスペインに戻したが境界をはっきりさせていなかった。スペインは1764年の拡張された境界を望んだが、アメリカは北緯31度線を要求した。1795年のサンロレンゾ条約で、スペインは31度線を境界と認めた。
1800年の秘密のサンイルデフォンソ条約で、スペインは元フランス領ルイジアナをフランスに戻した。しかし、この時も境界をはっきりさせていなかった。1803年にフランスがアメリカにルイジアナを譲渡（ルイジアナ買収）したとき、スペインとアメリカの間に別の境界紛争が起こった。アメリカはペルディド川からミシシッピ川までを主張したが、これは1763年にフランスが割譲した時の古いルイジアナ植民地の一部であった。スペインはその地域を西フロリダの一部として管理していたことと、1800年にフランスに返還した領土の一部ではないと主張した。

## 短命の共和国

西フロリダ共和国のボニー・ブルー・フラッグ

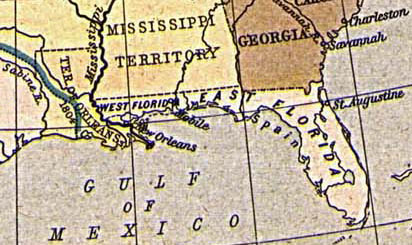
1810年の東フロリダと西フロリダ

アメリカとスペインは、西フロリダの問題について、長い間決着の着かない交渉を続けた。そうしているうちに、アメリカの開拓者達が問題の地域に足掛かりを作り上げ、スペインの支配に抵抗した。残っていたイギリス人開拓者もスペインの支配を嫌がり、1810年には反乱を起こし、ぴったり90日間の西フロリダ共和国を創り上げた。9月23日、6月に始まった会合の後で、反乱軍はバトンルージュでスペイン守備兵を打ち負かし、新しい共和国の旗を翻した。青地に白の星一つのその旗は後にボニー・ブルー・フラッグと呼ばれた。
西フロリダ共和国の境界は、31度線より南、ペルディド川より西、ミシシッピ川より東、ポンチャートレイン湖の北であった。南はメキシコ湾を境界とした。領域は現在のアラバマ州の南部、ミシシッピ州ではハンコック、パール・リバー、ハリソン、ストーン、ジャクソンおよびジョージの各郡と、ラマー、フォレスト、ペリーおよびウェイン各郡の南部、ルイジアナ州ではイースト・バトン・ルージュ、イースト・フェリシアナ、ウエスト・フェリシアナ、リビングストン、セントヘレナ、タンジパホア、セントタマニー及びワシントンの各郡であった。西フロリダという名前ではあるが、現在のフロリダ州の領域は入っていなかった。西フロリダ共和国の首都はセント・フランシスビルに置かれた。
西フロリダ共和国の憲法は、多くをアメリカ合衆国憲法によっており、政府を3つの部門に分けた。行政、司法および立法である。立法府は上院と下院があった。知事は立法府により選ばれた。憲法によれば、国の正式名称は「フロリダ国」(State of Florida)であった。
最初で唯一の知事はフルワー・スキップウィズであり、ルイジアナ買収の交渉を支援した元アメリカ外交官であった。スキップウィズの就任演説では、アメリカ合衆国との合併の可能性についても言及された。
| 「 | …正義と博愛の声が聞こえるところならどこでも、我々の宣言と我々の権利が尊重されるだろう。しかし、我々の血管を流れる血液は、我々の喜ばしい国を流れる川の本流を形作り支える支流のように、邪魔されることが無ければ、我々の母国の心臓に戻ってくるだろう。アメリカの自由の不滅の創設者、ワシントンの天才は、その血流を促進し、我々がその流れを変えようとすれば、我々のことを冷ややかな目でみることであろう。 | 」 |

ルーベン・ケンパーがスペインからモービルを奪おうとして小さな軍を起こしたが、これは失敗に終わった。西フロリダ軍の行進曲にはつぎのような詩がある。
西フロリダ、この愛すべき国　　　   West Floriday, that lovely nation,
王もいなければ、専制者もいない　Free from king and tyranny,
世界中に尊重され　　　　　　　 　  Thru’ the world shall be respected,
真に自由を愛する心に　　　　　   　For her true love of Liberty.

## 併合

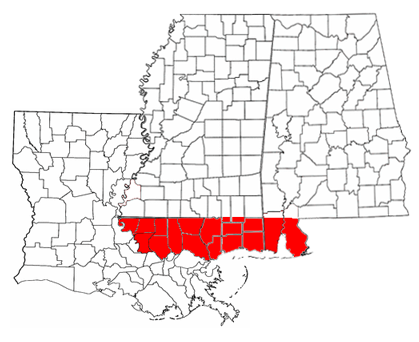
西フロリダ共和国の領域

1810年10月27日、西フロリダの一部は、アメリカ合衆国大統領ジェームズ・マディソンの宣言によって、アメリカに併合された。マディソンはそこがルイジアナ買収に含まれることを根拠とした。初めは、スキップウィズと議会がこの宣言に抗議し、合衆国に加わる条件の交渉を望んだ。しかし、領土の接収に派遣されたウィリアム・C・C・クレイボーンは西フロリダ政府の正当性を認めようとしなかった。スキップウィズは「一つ星の旗を守って死ぬ」用意があると宣言した。しかし、スキップウィズと議会は最終的に妥協し、マディソン宣言の受入を認めた。
セント・フランシスビルの接収は1810年12月6日に、バトン・ルージュは12月10日に行われた。これらの地域は新しく造られたオーリンズ準州に組み込まれた。アメリカは1812年に西フロリダのモービル地域をミシシッピ準州に併合した。スペインは領土に関する紛争を続けていたが、アメリカは占領地域を徐々に増やしていき、1819年のアダムズ＝オニス条約でフロリダ全土がアメリカに割譲された。アメリカは、1822年3月30日に、東フロリダの大部分と西フロリダの一部を合わせてフロリダ準州を創出した。フロリダは1845年にアメリカ合衆国の27番目の州となった。
現在のルイジアナ州にある西フロリダの地域は、フロリダ郡部（8つの郡の集合）として知られている。西フロリダ共和国歴史博物館がジャクソンにある。1993年、ルイジアナ州議会はフロリダ郡部を通る州間高速道路12号線を「西フロリダ共和国パークウェイ」と名付けた。
2002年、フルワー・スキップウィズの曾孫レイラ・リー・ロバーツが、西フロリダ共和国憲法の原本と関連資料をルイジアナ州記録保管所に寄付した。